# Фінал клубного чемпіонату світу з футболу 2021
Фінал Клубного чемпіонату світу з футболу 2021 — фінальний матч клубного чемпіонату світу 2021 року, футбольного турніру для клубів-чемпіонів кожної з шести конфедерацій ФІФА та чемпіона країни-господарки турніру. Матч відбувся 12 лютого 2022 року на стадіоні «Мохаммед бін Заєд» у місті Абу-Дабі, ОАЕ. Спочатку матч мав відбутися наприкінці 2021 року в Японії, але був перенесений на лютий 2022 року в ОАЕ через вплив пандемії COVID-19.
У матчі зіграло англійське «Челсі» (переможець Ліги чемпіонів УЄФА 2020/21) і бразильський «Палмейрас» (переможець Кубка Лібертадорес 2021). Лондонський клуб виграв матч у додатковий час клуб завдяки голу Кая Гаверца з пенальті і здобув перемогу 2:1, вигравши цей трофей вперше у своїй історії.

## Учасники
| Клуб        | Конфедерація | Кваліфікувався як                      | Попередні участі (виділено жирним роки перемог) |
| ----------- | ------------ | -------------------------------------- | ----------------------------------------------- |
| «Челсі»     | УЄФА         | Переможець Ліги чемпіонів УЄФА 2020/21 | КЧС: 1 (2012)                                   |
| «Палмейрас» | КОНМЕБОЛ     | Володар Кубка Лібертадорес 2021        | МК: 1 (1999)                                    |

Примітка: 27 жовтня 2017 року ФІФА офіційно визнала, що всі чемпіони Міжконтинентального кубка мають рівний статус з переможцями Клубного чемпіонату світу з футболу.
- МК: Міжконтинентальний кубок (1960—2004)
- КЧС: Клубний чемпіонат світу (2000, 2005—2019)

## Передумови

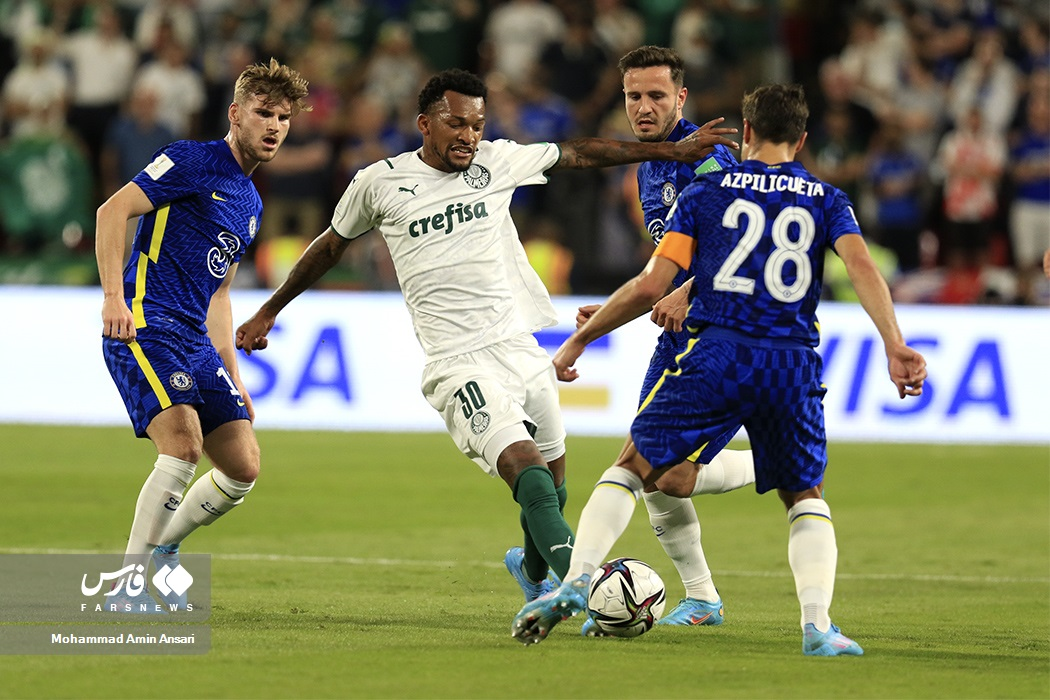
Момент фінального матчу.

«Челсі» вийшло у свій другий фінал клубного чемпіонату світу, зробивши це вперше в 2012 році, коли англійська команда програла «Корінтіансу» (0:1).
«Палмейрас» брав участь у клубному чемпіонаті світу вдруге поспіль, посівши четверте місце в турнірі 2020 року, тому цей фінал став першим в історії команди.
Загалом це був четвертий фінал клубного чемпіонату світу між англійськими та бразильськими клубами після 2005, 2012 та 2019 років, і лише в останньому з них виграв англійський клуб.

## Шлях до фіналу
| «Челсі»                | «Челсі»   |                              | «Палмейрас»       | «Палмейрас» |
| ---------------------- | --------- | ---------------------------- | ----------------- | ----------- |
| Суперник               | Результат | Клубний чемпіонат світу 2021 | Суперник          | Результат   |
| «Аль-Гіляль» (Ер-Ріяд) | 1–0       | Півфінал                     | «Аль-Аглі» (Каїр) | 2–0         |

## Матч
| 12 лютого 2022 20:30 GST |

| «Челсі»                           | 2–1      | «Палмейрас»        |
| --------------------------------- | -------- | ------------------ |
| - Лукаку 54' - Гаверц 117' (пен.) | Протокол | - Вейга 64' (пен.) |

| «Мохаммед бін Заєд», Абу-Дабі Глядачів: 32,871 Арбітр: Кріс Біт (Австралія) |

| «Челсі» | «Палмейрас» |

| GK               | 16 | Едуар Менді           |      |     |
| CB               | 4  | Андреас Крістенсен    |      | 91' |
| CB               | 6  | Тіагу Сілва           |      |     |
| CB               | 2  | Антоніо Рюдігер       |      |     |
| RM               | 28 | Сесар Аспілікуета (к) |      |     |
| CM               | 7  | Н'Голо Канте          |      |     |
| CM               | 8  | Матео Ковачич         |      | 91' |
| LM               | 20 | Каллум Гадсон-Одой    |      | 76' |
| RF               | 19 | Мейсон Маунт          |      | 31' |
| CF               | 9  | Ромелу Лукаку         |      | 76' |
| LF               | 29 | Кай Гаверц            | 118' |     |
| Запасні:         |    |                       |      |     |
| GK               | 1  | Кепа Аррісабалага     |      |     |
| GK               | 13 | Маркус Беттінеллі     |      |     |
| DF               | 3  | Маркос Алонсо         |      |     |
| DF               | 14 | Трево Чалоба          |      |     |
| DF               | 31 | Маланг Сарр           |      | 91' |
| MF               | 5  | Жоржиньйо             |      |     |
| MF               | 17 | Сауль                 |      | 76' |
| MF               | 18 | Росс Барклі           |      |     |
| MF               | 22 | Хакім Зієш            |      | 91' |
| MF               | 23 | Кенеді                |      |     |
| FW               | 10 | Крістіан Пулишич      |      | 31' |
| FW               | 11 | Тімо Вернер           |      | 76' |
| Головний тренер: |    |                       |      |     |
| Томас Тухель     |    |                       |      |     |

| GK               | 21            | Вевертон          |              |      |
| RB               | 2             | Маркос Роша       |              | 118' |
| CB               | 15            | Густаво Гомес (к) |              |      |
| CB               | 13            | Луан              | 115', 120+6' |      |
| LB               | 22            | Хоакін Пікерес    |              |      |
| CM               | 28            | Даніло            |              |      |
| CM               | 8             | Зе Рафаел         |              | 60'  |
| RW               | 7             | Дуду              |              | 103' |
| AM               | 23            | Рафаел Вейга      |              | 78'  |
| LW               | 14            | Густаво Скарпа    |              |      |
| CF               | 10            | Роні              |              | 77'  |
| Запасні:         |               |                   |              |      |
| GK               | 31            | Матеус            |              |      |
| GK               | 42            | Марсело Ломба     |              |      |
| DF               | 4             | Беньямін Кушчевич |              |      |
| DF               | 6             | Жорже             |              |      |
| DF               | 12            | Майке             |              |      |
| DF               | 26            | Муріло            |              |      |
| MF               | 20            | Едуард Атуеста    | 116'         | 78'  |
| MF               | 30            | Жаїлсон           |              | 60'  |
| FW               | 11            | Веслі             | 105'         | 77'  |
| FW               | 16            | Дейверсон Брум    |              | 118' |
| FW               | 19            | Брено Лопес       |              |      |
| FW               | 29            | Рафаел Наварро    |              | 103' |
| Головний тренер: |               |                   |              |      |
| Абел Феррейра    | Абел Феррейра | Абел Феррейра     | 120+1'       |      |

| Гравець матчу: Антоніо Рюдігер («Челсі») Помічники арбітра: Антон Щетінін (Австралія) Ешлі Бічем (Австралія) Четвертий арбітр: Мустафа Горбаль (Алжир) Резервний помічник арбітра: Абдельхак Етчіалі (Алжир) Відеоасистент арбітра: Массіміліано Ірраті (Італія) Помічник відеоасистента: Ніколас Галло (Колумбія) Мокран Гурарі (Algeria) Аммар аль-Женейбі (ОАЕ) | Регламент - 90 хвилин. - 30 хвилин овертайму при необхідності. - Серія післяматчевих пенальті, якщо рахунок залишається рівним. - Дванадцять запасних. - Не більше п'яти замін, з доданням шостої заміни у випадку екстра-таймів. |